# Xerosoma
Xerosoma is een geslacht van Phasmatodea uit de familie Pseudophasmatidae. De wetenschappelijke naam van dit geslacht is voor het eerst geldig gepubliceerd in 1831 door Serville.

## Soorten
Het geslacht Xerosoma omvat de volgende soorten:
- Xerosoma canaliculatum Serville, 1831
- Xerosoma glyptomerion Rehn, 1904
- Xerosoma michaelis Redtenbacher, 1906
- Xerosoma senticosum Stål, 1875